# Centar
Centar (in macedone Центар?) è uno dei dieci comuni che compongono la città di Skopje. La sua popolazione è di 72 009 abitanti (dati 2002) ed è qui ubicato il parlamento macedone.

## Geografia fisica
Il fiume Vardar segna il confine con Čair a nord-est. Confina inoltre con Karpoš ad ovest, con Aerodrom a sud-est e con Kisela Voda a sud

## Società

### Evoluzione demografica
La popolazione è così suddivisa dal punto di vista etnico:
- Macedoni = 38 778
- Serbi = 2 037
- Albanesi = 1 465